# Otavit
Az otavit egy karbonátásvány, a kadmium-karbonát trigonális kristályrendszerű ásványa. Főleg rombos és szkalenoéderes kristályokban található. Előfordul finomszemcsés megjelenése. Ritkán előforduló ásvány. Fontos ipari nyersanyag.

## Kémiai összetétele
- Kadmium (Cd) = 65,2%
- Szén (C) = 7,0%
- Oxigén (O) = 27,8%

## Keletkezése
Elsődlegesen szubvulkáni, hidrotermális folyamatokban keletkezik. Metaszomatikus, metamorf képződését is megfigyelték.
Kísérő ásványok: dolomit, sziderit, kalcit, vaterit.
Hasonló ásványok: kalcit, dolomit, vaterit.

## Előfordulása
Felfedezője Schneider német geológus Namíbia Oshikoto régió Otavi város közelében találta, ahonnan az elnevezése is származik.
Előfordulásai vannak Németország területén Észak-Rajna-Vesztfália tartományban. Olaszországban Szardínia-szigetén Montevecchio bányáiban található. Görögország területén Laurin közelében ismertek előfordulásai, míg Angliában Yorkshire közelében. Írországban Carron, Skóciában Bishopton környékén Walesban Wethel közelében fordul elő. Oroszországban az Ural-hegység középső részén Jekatyerinburg (Szverdlovszk) és a Volga-menti régióban Orenburg közelében fordul elő. Kínában molibdén (Mo), bór (B), ólom (Pb) és cink (Zn) előfordulásokkal együtt található. Ausztrália területén Új-Dél-Wales tartományban folyik bányászata. Vietnám északi területein fordul elő. Az Egyesült Államok területén Új-Mexikó és New Jersey szövetségi államokban ismertek telepei.

### Magyarországi előfordulása
Borsod-Abaúj-Zemplén megye területén Legyesbénye határában nyitott kőbányában nagyrészt limnokvarcitot tártak fel. Az előfordulás üregeiben és repedéseiben gazdag ásványtársulás található. Egyebek között malachit, cerusszit és rutil társaságában otavit is előfordul. A karbonát kristályok (kalcit és aragonit) lapjai erősen hajlottak. Az otavit ezekkel a kristályokkal gömbös összenőtt halmazokban vagy finomszemcsés bekérgeződésekben található.